# V2 Records
V2 Records é uma gravadora dos Estados Unidos, subdisiária da PIAS Recordings (Play It Again Sam). A gravadora foi fundada em 1996 por Richard Branson, na Bélgica, cinco anos após ele vender a Virgin Records para EMI e tinha sido adquirida pela Universal Music Group até 2013.